# Cyathea tripinnatifida
Cyathea tripinnatifida är en ormbunkeart som beskrevs av Nathaniel Wallich. Cyathea tripinnatifida ingår i släktet Cyathea och familjen Cyatheaceae. Inga underarter finns listade.